# 陳士元 (明朝)
陳士元（1516年—1597年），字心叔，號養吾，小名孟卿，自署江漢潛夫，又稱環中愚叟，湖廣德安府應城縣人，軍籍，明朝政治人物。著有《論語類考》、《孟子雜記》、《易象鉤解》等經學著作。

## 生平
嘉靖十六年（1537年）丁酉科湖廣鄉試第十四名舉人，嘉靖二十三年（1544年）甲辰科會試第十四名，廷試二甲第七十五名進士。授滦州知州。

## 家族
曾祖陳瑤；祖父陳尚言，散官；父陳正，歲貢生。母華氏。具庆下。